# Libnotes (Libnotes) sackenina
Libnotes (Libnotes) sackenina is een tweevleugelige uit de familie steltmuggen (Limoniidae). De soort komt voor in het Oriëntaals en Australaziatisch gebied.